# 下村邦和
下村 邦和（しもむら くにかず、1969年 - ）は、日本の料理人。関内・横浜を中心として営業を展開する創作和食料理店、「蘇」・「月」の総料理長である。料理に関する数々の賞に輝いた経歴を持ち、刺身・サラダ・デザート等をはじめとして幅広い種類のオリジナル料理を提供しているほか、雑誌やテレビなどメディアへの出演も多く果たしている。

## 略歴
1969年、東京都品川区に生まれ、父親の仕事の影響で川崎市へと引っ越す。小学校、中学校を卒業後、非行を繰り返すようになったが、小さな頃から得意だった料理を作る喜びを忘れられず、調理師学校へ入学した。しかし、学校を卒業した後も非行はおさまらず、行き詰まりを感じて住み込みで板前の修業を始めた。
以降は3年間は神奈川県茅ヶ崎市で修行、その後に横浜市へと移るものの、店の親方と仕事に対する姿勢が食い違ったため、横浜や東京都にある料亭で飛び込みの修行を再開し、働きづめの毎日を送った。それから21歳にして店の料理長を任されるようになるが、仕事の行き詰まりから再び茅ヶ崎市で修業をしていた頃の先輩のもとで料理を学ぶこととなる。
結婚を24歳で経験後、料理長を目指して活け魚の割烹料理屋・懐石料理屋・海鮮居酒屋・仕出し料理屋など数々の料理経験を積んだ。この頃にふぐ料理屋の料理長やマーチャンダイザーも務めている。その後自身の仕事への姿勢に確信を持った下村は、30歳にして現在展開している横浜「月」・関内「蘇」の総料理長の座に就いた。
2004年3月11日には東京国際展示場において行われた、日本全国の飲食業のプロたちがその腕を競う「第10回日経レストランメニューグランプリ」で、ジャガイモや豚肉を用いて作られた料理「雪のしずく」が準グランプリを受賞。トロフィーを審査員の一人であった水野真紀から授与された。また、2007年3月15日、「第13回日経レストランメニューグランプリ」では、豚肉を使用した料理「黒豚の黒煮」でグランプリとベストレシピ賞の二つの賞を受賞した。

## 人物・その他
総料理長を務める一方で、余暇も大切にする一面がある。特に幼い頃から物作りが好きだったということからか裁縫を趣味としており、自身が制作した巾着やブレスレット等をホームページでも公開している。また、息子とともにクワガタを飼育しているほか、バイクも趣味であり、400ccのマジェスティーを愛車とする。また、自身のブログではオリジナルレシピを公開している。
レストランメニューグランプリで準グランプリを獲得した料理「雪のしずく」は、通信販売での商品化も行われており、その他にも和風のレアチーズケーキなどを全国に配送している。また、日本テレビ・読売テレビの『ザ・ワイド』や、朝日放送の『朝だ!生です旅サラダ』など、数々のテレビ番組に出演した経験があり、トヨタカローラ主催の料理を実演するイベントや、飲食店を紹介する雑誌「日経レストラン」の表紙を飾るなどの経歴を持つ。